# Usayd ibn Hudayr
Usayd ibn Ḥuḍayr (in arabo أسيد بن حضير‎?; Yathrib, ... – Medina, luglio-agosto 641) è stato un Sahaba.
Appartenente al clan arabo medinese dei B. ʿAbd al-Ashhal, della tribù dei B. Aws, Usayd era figlio di Ḥuḍayr b. Simāk, che comandò i B. Aws a Buʿāth.

Restò pagano fin quando nella sua città cominciò ad agire come propagandista dell'Islam Muṣʿab b. ʿUmayr, incaricato dallo stesso Maometto di diffondere a Yathrib la conoscenza del Corano subito dopo la Prima ʿAqaba.
Si dice che fosse stato mandato da Saʿd b. Muʿādh (un altro importante esponente dei B. ʿAbd al-Ashhal, che lo precedeva nella siyāda (signoria) del clan) a far tacere Muṣʿab che, in compagnia di Asʿad b. Zurāra (cugino materno dello stesso Ibn Muʿādh), leggeva il Corano ad alcuni astanti. Usayd, invitato ad ascoltare e a decidere poi liberamente se accettare o meno il contenuto di quanto gli veniva letto, non finì nemmeno di ascoltare tutto ciò che Muṣʿab gli stava leggendo che decise di convertirsi repentinamente.
Partecipò al convegno della Seconda ʿAqaba e fu prescelto dai suoi concittadini convertitisi tra i 12 naqīb, "incaricati" che «avessero a dirigere le faccende dei musulmani madinesi nell'assenza sua».
Prese parte agli scontri che la Umma sostenne con i politeisti e sotto l'Uḥud comandò il fianco sinistro dello schieramento musulmano, mentre il fianco destro era stato assegnato a Saʿd b. ʿUbāda, ricevendo in quella battaglia infausta per i musulmani ben sette ferite.
Fu tra quanti difesero l'onorabilità di ʿĀʾisha, messa in dubbio da vari calunniatori a seguito dell'episodio della perdita della collana e del suo insperato salvataggio da parte di Ṣafwān b. al-Muʿaṭṭal, quando i musulmani guidati da Maometto tornavano dalla spedizione contro i B. al-Muṣṭaliq.
Fu di assai maggior peso storico però il fatto che, dopo la morte del Profeta, molti Anṣār si fossero radunati nella Saqīfa dei Banū Sāʿida, dove stava per affermarsi con ogni probabilità la candidatura a successore politico dei Maometto del Sayyid khazragita Saʿd b. ʿUbāda e che Usayd si contrapponesse a lui, col suo clan e la sua tribù), pronunciandosi decisamente a favore della candidatura di Abū Bakr, avanzata da ʿUmar e da Abū ʿUbayda b. al-Jarrāḥ.
Partecipò nel 638, all'epoca del califfato di ʿUmar b. al-Khaṭṭāb, alla presa senza combattimenti di Gerusalemme e morì nel mese di shaʿbān del 20 E./luglio-agosto 641. ricorda che lo storico al-Madāʾinī forniva come data della sua morte l'anno successivo.
Lo stesso ʿUmar condusse la preghiera funebre in suo onore, prima della sua inumazione nel cimitero medinese di al-Baqīʿ al-Gharqad.